# 唐笙
唐笙（1922年—2016年5月1日），女，汉族，上海人，中国翻译家，中国文学出版社副总编辑、外文出版社英文译审，国务院参事，中国翻译协会资深翻译家，翻译文化终身成就奖获得者。